# Hopliancistrus
Genre
Espèces de rang inférieur
- Hopliancistrus tricornis
- Hopliancistrus munduruku
- Hopliancistrus wolverine
- Hopliancistrus xavante
- Hopliancistrus xikrin

Hopliancistrus est un genre de poissons de la famille des Loricariidae qui se rencontre dans les eaux douces tropicales de certaines rivières du Brésil.

## Classification
Le genre contient les espèces suivantes :
- Hopliancistrus tricornis
- Hopliancistrus munduruku
- Hopliancistrus wolverine
- Hopliancistrus xavante
- Hopliancistrus xikrin